# Чемпіонат УРСР із шахів 1964 (жінки)
24-й чемпіонат України із шахів серед жінок, що проходив у Івано-Франківську з 29 травня по 18 червня 1964 року.
Турнір проводився в приміщенні Міськвиконкому, що розташовувався за адресою: вул. Карла Маркса (тепер — Грушевського), 30.

## Загальна інформація про турнір
У відбіркових змаганнях, які передували першості України, взяли участь більше 850 кваліфікованих шахісток, серед яких 2 майстрині і 150 першорозрядниць.
Фінальний турнір чемпіонату України проводився за коловою системою за участі 16 шахісток. Турнір одночасно був і півфіналом чемпіонату СРСР. У зв'язку з неприбуттям Ніни Русинкевич (Донецьк) в турнір була включена молода місцева шахістка з Івано-Франківська Ірина Бенько.
З перших турів, здобувши п'ять перемог в шести турах, лідерство захопила дебютантка турніру учениця 10-го класу Раїса Вапнична з Чернівців. У третьому турі дебютантка завдала поразки діючій чемпіонці Любов Ідельчик, у восьмому турі — шестиразовій чемпіонці України Любов Якір. У десятому турі зустрілися поточні лідери — Вапнична та Ольга Андреєва. Ця партія проходила дуже напружено, та також закінчилася перемогою Вапничної.
На фініші молода шахістка дещо зменшила темп і її наздогнала першорозрядниця з Івано-Франківська Іра Бенько. Бенько, яка розпочала турнір з поразки, на фініші стала головною суперницею Вапничної. Жереб звів їхню зустріч в останньому турі, після п'ятигодинної наполегливої гри партія закінчилася внічию. Таким чином, перше та друге місця, набравши по 11 очок, розділили Ірина Бенько та Раїса Вапнична. Третє місце посіла Ольга Андреєва (10½ очок).
Після закінчення турніру між переможницям відбувся додатковий матч з 4-х партій. Його виграла Вапнична з рахунком 2½ : ½. Ставши чемпіонкою України, Вапнична отримала право участі в фінальному турнірі чемпіонату СРСР.
Вигравши чемпіонат у віці 17 років, Раїса Вапнична стала другою наймолодшою чемпіонкою України (після Сари Слободяник) на той час. Пізніше лише 4 шахістки ставали чемпіонками України у молодшому віці: Олена Титова (1979) ~ 16 років, Наталія Кисельова (1994) ~ 16 років, Катерина Рогонян (2000) ~ 16 років та Анна Музичук (2003) — 13 років 8 місяців та 11 днів.
Нижче представлена одна з партій, яка вирішила долю додаткового матчу:

1.d4 d5 2. c4 dc 3. Кf3 Кf6 4. e3 Сg4 5. С: c4 e6 6. 0—0 Кbd7 7. Кc3 Сe7 8. Сb3 0—0 9. e4 Лc8 10. Сe3 c5
 11. e5 Кe8 12. Фe2 a6 13. Лad1 Фc7 14. Лfe1 c4 15. Сc2 f5 16. exf6 Кe: f6 17. h3 С: f3 18. Ф: f3 e5 19. Кd5 К: d5 20. Фxd5+ Kрh8 
21. de К: e5 22. Сd4 Кg6 23. С: g6 hg 24. Фe4 Сb4 25. Лe3 Фc6 26. Фh4+ Kрg8 27. Фg4 Лf5 28. Лg3 Kрf7 29. С: g7 Сd6 30. Ф: g6+ 1-0 (кінцева позиція представлена праворуч на діаграмі).
Зі 120 зіграних на турнірі партій — 75 закінчилися перемогою однієї зі сторін (62,5 %), внічию завершилися 45 партій. Білі перемогли в 43 партіях, чорні — 32.

## Рух за турами
|   | a | b | c | d | e | f | g | h |   |
| 8 | c8 чорна тура · b7 чорний пішак · f7 чорний король · g7 білий слон · a6 чорний пішак · c6 чорний ферзь · d6 чорний слон · g6 білий ферзь · f5 чорна тура · c4 чорний пішак · g3 біла тура · h3 білий пішак · a2 білий пішак · b2 білий пішак · f2 білий пішак · g2 білий пішак · d1 біла тура · g1 білий король | c8 чорна тура · b7 чорний пішак · f7 чорний король · g7 білий слон · a6 чорний пішак · c6 чорний ферзь · d6 чорний слон · g6 білий ферзь · f5 чорна тура · c4 чорний пішак · g3 біла тура · h3 білий пішак · a2 білий пішак · b2 білий пішак · f2 білий пішак · g2 білий пішак · d1 біла тура · g1 білий король | c8 чорна тура · b7 чорний пішак · f7 чорний король · g7 білий слон · a6 чорний пішак · c6 чорний ферзь · d6 чорний слон · g6 білий ферзь · f5 чорна тура · c4 чорний пішак · g3 біла тура · h3 білий пішак · a2 білий пішак · b2 білий пішак · f2 білий пішак · g2 білий пішак · d1 біла тура · g1 білий король | c8 чорна тура · b7 чорний пішак · f7 чорний король · g7 білий слон · a6 чорний пішак · c6 чорний ферзь · d6 чорний слон · g6 білий ферзь · f5 чорна тура · c4 чорний пішак · g3 біла тура · h3 білий пішак · a2 білий пішак · b2 білий пішак · f2 білий пішак · g2 білий пішак · d1 біла тура · g1 білий король | c8 чорна тура · b7 чорний пішак · f7 чорний король · g7 білий слон · a6 чорний пішак · c6 чорний ферзь · d6 чорний слон · g6 білий ферзь · f5 чорна тура · c4 чорний пішак · g3 біла тура · h3 білий пішак · a2 білий пішак · b2 білий пішак · f2 білий пішак · g2 білий пішак · d1 біла тура · g1 білий король | c8 чорна тура · b7 чорний пішак · f7 чорний король · g7 білий слон · a6 чорний пішак · c6 чорний ферзь · d6 чорний слон · g6 білий ферзь · f5 чорна тура · c4 чорний пішак · g3 біла тура · h3 білий пішак · a2 білий пішак · b2 білий пішак · f2 білий пішак · g2 білий пішак · d1 біла тура · g1 білий король | c8 чорна тура · b7 чорний пішак · f7 чорний король · g7 білий слон · a6 чорний пішак · c6 чорний ферзь · d6 чорний слон · g6 білий ферзь · f5 чорна тура · c4 чорний пішак · g3 біла тура · h3 білий пішак · a2 білий пішак · b2 білий пішак · f2 білий пішак · g2 білий пішак · d1 біла тура · g1 білий король | c8 чорна тура · b7 чорний пішак · f7 чорний король · g7 білий слон · a6 чорний пішак · c6 чорний ферзь · d6 чорний слон · g6 білий ферзь · f5 чорна тура · c4 чорний пішак · g3 біла тура · h3 білий пішак · a2 білий пішак · b2 білий пішак · f2 білий пішак · g2 білий пішак · d1 біла тура · g1 білий король | 8 |
| 7 | c8 чорна тура · b7 чорний пішак · f7 чорний король · g7 білий слон · a6 чорний пішак · c6 чорний ферзь · d6 чорний слон · g6 білий ферзь · f5 чорна тура · c4 чорний пішак · g3 біла тура · h3 білий пішак · a2 білий пішак · b2 білий пішак · f2 білий пішак · g2 білий пішак · d1 біла тура · g1 білий король | c8 чорна тура · b7 чорний пішак · f7 чорний король · g7 білий слон · a6 чорний пішак · c6 чорний ферзь · d6 чорний слон · g6 білий ферзь · f5 чорна тура · c4 чорний пішак · g3 біла тура · h3 білий пішак · a2 білий пішак · b2 білий пішак · f2 білий пішак · g2 білий пішак · d1 біла тура · g1 білий король | c8 чорна тура · b7 чорний пішак · f7 чорний король · g7 білий слон · a6 чорний пішак · c6 чорний ферзь · d6 чорний слон · g6 білий ферзь · f5 чорна тура · c4 чорний пішак · g3 біла тура · h3 білий пішак · a2 білий пішак · b2 білий пішак · f2 білий пішак · g2 білий пішак · d1 біла тура · g1 білий король | c8 чорна тура · b7 чорний пішак · f7 чорний король · g7 білий слон · a6 чорний пішак · c6 чорний ферзь · d6 чорний слон · g6 білий ферзь · f5 чорна тура · c4 чорний пішак · g3 біла тура · h3 білий пішак · a2 білий пішак · b2 білий пішак · f2 білий пішак · g2 білий пішак · d1 біла тура · g1 білий король | c8 чорна тура · b7 чорний пішак · f7 чорний король · g7 білий слон · a6 чорний пішак · c6 чорний ферзь · d6 чорний слон · g6 білий ферзь · f5 чорна тура · c4 чорний пішак · g3 біла тура · h3 білий пішак · a2 білий пішак · b2 білий пішак · f2 білий пішак · g2 білий пішак · d1 біла тура · g1 білий король | c8 чорна тура · b7 чорний пішак · f7 чорний король · g7 білий слон · a6 чорний пішак · c6 чорний ферзь · d6 чорний слон · g6 білий ферзь · f5 чорна тура · c4 чорний пішак · g3 біла тура · h3 білий пішак · a2 білий пішак · b2 білий пішак · f2 білий пішак · g2 білий пішак · d1 біла тура · g1 білий король | c8 чорна тура · b7 чорний пішак · f7 чорний король · g7 білий слон · a6 чорний пішак · c6 чорний ферзь · d6 чорний слон · g6 білий ферзь · f5 чорна тура · c4 чорний пішак · g3 біла тура · h3 білий пішак · a2 білий пішак · b2 білий пішак · f2 білий пішак · g2 білий пішак · d1 біла тура · g1 білий король | c8 чорна тура · b7 чорний пішак · f7 чорний король · g7 білий слон · a6 чорний пішак · c6 чорний ферзь · d6 чорний слон · g6 білий ферзь · f5 чорна тура · c4 чорний пішак · g3 біла тура · h3 білий пішак · a2 білий пішак · b2 білий пішак · f2 білий пішак · g2 білий пішак · d1 біла тура · g1 білий король | 7 |
| 6 | c8 чорна тура · b7 чорний пішак · f7 чорний король · g7 білий слон · a6 чорний пішак · c6 чорний ферзь · d6 чорний слон · g6 білий ферзь · f5 чорна тура · c4 чорний пішак · g3 біла тура · h3 білий пішак · a2 білий пішак · b2 білий пішак · f2 білий пішак · g2 білий пішак · d1 біла тура · g1 білий король | c8 чорна тура · b7 чорний пішак · f7 чорний король · g7 білий слон · a6 чорний пішак · c6 чорний ферзь · d6 чорний слон · g6 білий ферзь · f5 чорна тура · c4 чорний пішак · g3 біла тура · h3 білий пішак · a2 білий пішак · b2 білий пішак · f2 білий пішак · g2 білий пішак · d1 біла тура · g1 білий король | c8 чорна тура · b7 чорний пішак · f7 чорний король · g7 білий слон · a6 чорний пішак · c6 чорний ферзь · d6 чорний слон · g6 білий ферзь · f5 чорна тура · c4 чорний пішак · g3 біла тура · h3 білий пішак · a2 білий пішак · b2 білий пішак · f2 білий пішак · g2 білий пішак · d1 біла тура · g1 білий король | c8 чорна тура · b7 чорний пішак · f7 чорний король · g7 білий слон · a6 чорний пішак · c6 чорний ферзь · d6 чорний слон · g6 білий ферзь · f5 чорна тура · c4 чорний пішак · g3 біла тура · h3 білий пішак · a2 білий пішак · b2 білий пішак · f2 білий пішак · g2 білий пішак · d1 біла тура · g1 білий король | c8 чорна тура · b7 чорний пішак · f7 чорний король · g7 білий слон · a6 чорний пішак · c6 чорний ферзь · d6 чорний слон · g6 білий ферзь · f5 чорна тура · c4 чорний пішак · g3 біла тура · h3 білий пішак · a2 білий пішак · b2 білий пішак · f2 білий пішак · g2 білий пішак · d1 біла тура · g1 білий король | c8 чорна тура · b7 чорний пішак · f7 чорний король · g7 білий слон · a6 чорний пішак · c6 чорний ферзь · d6 чорний слон · g6 білий ферзь · f5 чорна тура · c4 чорний пішак · g3 біла тура · h3 білий пішак · a2 білий пішак · b2 білий пішак · f2 білий пішак · g2 білий пішак · d1 біла тура · g1 білий король | c8 чорна тура · b7 чорний пішак · f7 чорний король · g7 білий слон · a6 чорний пішак · c6 чорний ферзь · d6 чорний слон · g6 білий ферзь · f5 чорна тура · c4 чорний пішак · g3 біла тура · h3 білий пішак · a2 білий пішак · b2 білий пішак · f2 білий пішак · g2 білий пішак · d1 біла тура · g1 білий король | c8 чорна тура · b7 чорний пішак · f7 чорний король · g7 білий слон · a6 чорний пішак · c6 чорний ферзь · d6 чорний слон · g6 білий ферзь · f5 чорна тура · c4 чорний пішак · g3 біла тура · h3 білий пішак · a2 білий пішак · b2 білий пішак · f2 білий пішак · g2 білий пішак · d1 біла тура · g1 білий король | 6 |
| 5 | c8 чорна тура · b7 чорний пішак · f7 чорний король · g7 білий слон · a6 чорний пішак · c6 чорний ферзь · d6 чорний слон · g6 білий ферзь · f5 чорна тура · c4 чорний пішак · g3 біла тура · h3 білий пішак · a2 білий пішак · b2 білий пішак · f2 білий пішак · g2 білий пішак · d1 біла тура · g1 білий король | c8 чорна тура · b7 чорний пішак · f7 чорний король · g7 білий слон · a6 чорний пішак · c6 чорний ферзь · d6 чорний слон · g6 білий ферзь · f5 чорна тура · c4 чорний пішак · g3 біла тура · h3 білий пішак · a2 білий пішак · b2 білий пішак · f2 білий пішак · g2 білий пішак · d1 біла тура · g1 білий король | c8 чорна тура · b7 чорний пішак · f7 чорний король · g7 білий слон · a6 чорний пішак · c6 чорний ферзь · d6 чорний слон · g6 білий ферзь · f5 чорна тура · c4 чорний пішак · g3 біла тура · h3 білий пішак · a2 білий пішак · b2 білий пішак · f2 білий пішак · g2 білий пішак · d1 біла тура · g1 білий король | c8 чорна тура · b7 чорний пішак · f7 чорний король · g7 білий слон · a6 чорний пішак · c6 чорний ферзь · d6 чорний слон · g6 білий ферзь · f5 чорна тура · c4 чорний пішак · g3 біла тура · h3 білий пішак · a2 білий пішак · b2 білий пішак · f2 білий пішак · g2 білий пішак · d1 біла тура · g1 білий король | c8 чорна тура · b7 чорний пішак · f7 чорний король · g7 білий слон · a6 чорний пішак · c6 чорний ферзь · d6 чорний слон · g6 білий ферзь · f5 чорна тура · c4 чорний пішак · g3 біла тура · h3 білий пішак · a2 білий пішак · b2 білий пішак · f2 білий пішак · g2 білий пішак · d1 біла тура · g1 білий король | c8 чорна тура · b7 чорний пішак · f7 чорний король · g7 білий слон · a6 чорний пішак · c6 чорний ферзь · d6 чорний слон · g6 білий ферзь · f5 чорна тура · c4 чорний пішак · g3 біла тура · h3 білий пішак · a2 білий пішак · b2 білий пішак · f2 білий пішак · g2 білий пішак · d1 біла тура · g1 білий король | c8 чорна тура · b7 чорний пішак · f7 чорний король · g7 білий слон · a6 чорний пішак · c6 чорний ферзь · d6 чорний слон · g6 білий ферзь · f5 чорна тура · c4 чорний пішак · g3 біла тура · h3 білий пішак · a2 білий пішак · b2 білий пішак · f2 білий пішак · g2 білий пішак · d1 біла тура · g1 білий король | c8 чорна тура · b7 чорний пішак · f7 чорний король · g7 білий слон · a6 чорний пішак · c6 чорний ферзь · d6 чорний слон · g6 білий ферзь · f5 чорна тура · c4 чорний пішак · g3 біла тура · h3 білий пішак · a2 білий пішак · b2 білий пішак · f2 білий пішак · g2 білий пішак · d1 біла тура · g1 білий король | 5 |
| 4 | c8 чорна тура · b7 чорний пішак · f7 чорний король · g7 білий слон · a6 чорний пішак · c6 чорний ферзь · d6 чорний слон · g6 білий ферзь · f5 чорна тура · c4 чорний пішак · g3 біла тура · h3 білий пішак · a2 білий пішак · b2 білий пішак · f2 білий пішак · g2 білий пішак · d1 біла тура · g1 білий король | c8 чорна тура · b7 чорний пішак · f7 чорний король · g7 білий слон · a6 чорний пішак · c6 чорний ферзь · d6 чорний слон · g6 білий ферзь · f5 чорна тура · c4 чорний пішак · g3 біла тура · h3 білий пішак · a2 білий пішак · b2 білий пішак · f2 білий пішак · g2 білий пішак · d1 біла тура · g1 білий король | c8 чорна тура · b7 чорний пішак · f7 чорний король · g7 білий слон · a6 чорний пішак · c6 чорний ферзь · d6 чорний слон · g6 білий ферзь · f5 чорна тура · c4 чорний пішак · g3 біла тура · h3 білий пішак · a2 білий пішак · b2 білий пішак · f2 білий пішак · g2 білий пішак · d1 біла тура · g1 білий король | c8 чорна тура · b7 чорний пішак · f7 чорний король · g7 білий слон · a6 чорний пішак · c6 чорний ферзь · d6 чорний слон · g6 білий ферзь · f5 чорна тура · c4 чорний пішак · g3 біла тура · h3 білий пішак · a2 білий пішак · b2 білий пішак · f2 білий пішак · g2 білий пішак · d1 біла тура · g1 білий король | c8 чорна тура · b7 чорний пішак · f7 чорний король · g7 білий слон · a6 чорний пішак · c6 чорний ферзь · d6 чорний слон · g6 білий ферзь · f5 чорна тура · c4 чорний пішак · g3 біла тура · h3 білий пішак · a2 білий пішак · b2 білий пішак · f2 білий пішак · g2 білий пішак · d1 біла тура · g1 білий король | c8 чорна тура · b7 чорний пішак · f7 чорний король · g7 білий слон · a6 чорний пішак · c6 чорний ферзь · d6 чорний слон · g6 білий ферзь · f5 чорна тура · c4 чорний пішак · g3 біла тура · h3 білий пішак · a2 білий пішак · b2 білий пішак · f2 білий пішак · g2 білий пішак · d1 біла тура · g1 білий король | c8 чорна тура · b7 чорний пішак · f7 чорний король · g7 білий слон · a6 чорний пішак · c6 чорний ферзь · d6 чорний слон · g6 білий ферзь · f5 чорна тура · c4 чорний пішак · g3 біла тура · h3 білий пішак · a2 білий пішак · b2 білий пішак · f2 білий пішак · g2 білий пішак · d1 біла тура · g1 білий король | c8 чорна тура · b7 чорний пішак · f7 чорний король · g7 білий слон · a6 чорний пішак · c6 чорний ферзь · d6 чорний слон · g6 білий ферзь · f5 чорна тура · c4 чорний пішак · g3 біла тура · h3 білий пішак · a2 білий пішак · b2 білий пішак · f2 білий пішак · g2 білий пішак · d1 біла тура · g1 білий король | 4 |
| 3 | c8 чорна тура · b7 чорний пішак · f7 чорний король · g7 білий слон · a6 чорний пішак · c6 чорний ферзь · d6 чорний слон · g6 білий ферзь · f5 чорна тура · c4 чорний пішак · g3 біла тура · h3 білий пішак · a2 білий пішак · b2 білий пішак · f2 білий пішак · g2 білий пішак · d1 біла тура · g1 білий король | c8 чорна тура · b7 чорний пішак · f7 чорний король · g7 білий слон · a6 чорний пішак · c6 чорний ферзь · d6 чорний слон · g6 білий ферзь · f5 чорна тура · c4 чорний пішак · g3 біла тура · h3 білий пішак · a2 білий пішак · b2 білий пішак · f2 білий пішак · g2 білий пішак · d1 біла тура · g1 білий король | c8 чорна тура · b7 чорний пішак · f7 чорний король · g7 білий слон · a6 чорний пішак · c6 чорний ферзь · d6 чорний слон · g6 білий ферзь · f5 чорна тура · c4 чорний пішак · g3 біла тура · h3 білий пішак · a2 білий пішак · b2 білий пішак · f2 білий пішак · g2 білий пішак · d1 біла тура · g1 білий король | c8 чорна тура · b7 чорний пішак · f7 чорний король · g7 білий слон · a6 чорний пішак · c6 чорний ферзь · d6 чорний слон · g6 білий ферзь · f5 чорна тура · c4 чорний пішак · g3 біла тура · h3 білий пішак · a2 білий пішак · b2 білий пішак · f2 білий пішак · g2 білий пішак · d1 біла тура · g1 білий король | c8 чорна тура · b7 чорний пішак · f7 чорний король · g7 білий слон · a6 чорний пішак · c6 чорний ферзь · d6 чорний слон · g6 білий ферзь · f5 чорна тура · c4 чорний пішак · g3 біла тура · h3 білий пішак · a2 білий пішак · b2 білий пішак · f2 білий пішак · g2 білий пішак · d1 біла тура · g1 білий король | c8 чорна тура · b7 чорний пішак · f7 чорний король · g7 білий слон · a6 чорний пішак · c6 чорний ферзь · d6 чорний слон · g6 білий ферзь · f5 чорна тура · c4 чорний пішак · g3 біла тура · h3 білий пішак · a2 білий пішак · b2 білий пішак · f2 білий пішак · g2 білий пішак · d1 біла тура · g1 білий король | c8 чорна тура · b7 чорний пішак · f7 чорний король · g7 білий слон · a6 чорний пішак · c6 чорний ферзь · d6 чорний слон · g6 білий ферзь · f5 чорна тура · c4 чорний пішак · g3 біла тура · h3 білий пішак · a2 білий пішак · b2 білий пішак · f2 білий пішак · g2 білий пішак · d1 біла тура · g1 білий король | c8 чорна тура · b7 чорний пішак · f7 чорний король · g7 білий слон · a6 чорний пішак · c6 чорний ферзь · d6 чорний слон · g6 білий ферзь · f5 чорна тура · c4 чорний пішак · g3 біла тура · h3 білий пішак · a2 білий пішак · b2 білий пішак · f2 білий пішак · g2 білий пішак · d1 біла тура · g1 білий король | 3 |
| 2 | c8 чорна тура · b7 чорний пішак · f7 чорний король · g7 білий слон · a6 чорний пішак · c6 чорний ферзь · d6 чорний слон · g6 білий ферзь · f5 чорна тура · c4 чорний пішак · g3 біла тура · h3 білий пішак · a2 білий пішак · b2 білий пішак · f2 білий пішак · g2 білий пішак · d1 біла тура · g1 білий король | c8 чорна тура · b7 чорний пішак · f7 чорний король · g7 білий слон · a6 чорний пішак · c6 чорний ферзь · d6 чорний слон · g6 білий ферзь · f5 чорна тура · c4 чорний пішак · g3 біла тура · h3 білий пішак · a2 білий пішак · b2 білий пішак · f2 білий пішак · g2 білий пішак · d1 біла тура · g1 білий король | c8 чорна тура · b7 чорний пішак · f7 чорний король · g7 білий слон · a6 чорний пішак · c6 чорний ферзь · d6 чорний слон · g6 білий ферзь · f5 чорна тура · c4 чорний пішак · g3 біла тура · h3 білий пішак · a2 білий пішак · b2 білий пішак · f2 білий пішак · g2 білий пішак · d1 біла тура · g1 білий король | c8 чорна тура · b7 чорний пішак · f7 чорний король · g7 білий слон · a6 чорний пішак · c6 чорний ферзь · d6 чорний слон · g6 білий ферзь · f5 чорна тура · c4 чорний пішак · g3 біла тура · h3 білий пішак · a2 білий пішак · b2 білий пішак · f2 білий пішак · g2 білий пішак · d1 біла тура · g1 білий король | c8 чорна тура · b7 чорний пішак · f7 чорний король · g7 білий слон · a6 чорний пішак · c6 чорний ферзь · d6 чорний слон · g6 білий ферзь · f5 чорна тура · c4 чорний пішак · g3 біла тура · h3 білий пішак · a2 білий пішак · b2 білий пішак · f2 білий пішак · g2 білий пішак · d1 біла тура · g1 білий король | c8 чорна тура · b7 чорний пішак · f7 чорний король · g7 білий слон · a6 чорний пішак · c6 чорний ферзь · d6 чорний слон · g6 білий ферзь · f5 чорна тура · c4 чорний пішак · g3 біла тура · h3 білий пішак · a2 білий пішак · b2 білий пішак · f2 білий пішак · g2 білий пішак · d1 біла тура · g1 білий король | c8 чорна тура · b7 чорний пішак · f7 чорний король · g7 білий слон · a6 чорний пішак · c6 чорний ферзь · d6 чорний слон · g6 білий ферзь · f5 чорна тура · c4 чорний пішак · g3 біла тура · h3 білий пішак · a2 білий пішак · b2 білий пішак · f2 білий пішак · g2 білий пішак · d1 біла тура · g1 білий король | c8 чорна тура · b7 чорний пішак · f7 чорний король · g7 білий слон · a6 чорний пішак · c6 чорний ферзь · d6 чорний слон · g6 білий ферзь · f5 чорна тура · c4 чорний пішак · g3 біла тура · h3 білий пішак · a2 білий пішак · b2 білий пішак · f2 білий пішак · g2 білий пішак · d1 біла тура · g1 білий король | 2 |
| 1 | c8 чорна тура · b7 чорний пішак · f7 чорний король · g7 білий слон · a6 чорний пішак · c6 чорний ферзь · d6 чорний слон · g6 білий ферзь · f5 чорна тура · c4 чорний пішак · g3 біла тура · h3 білий пішак · a2 білий пішак · b2 білий пішак · f2 білий пішак · g2 білий пішак · d1 біла тура · g1 білий король | c8 чорна тура · b7 чорний пішак · f7 чорний король · g7 білий слон · a6 чорний пішак · c6 чорний ферзь · d6 чорний слон · g6 білий ферзь · f5 чорна тура · c4 чорний пішак · g3 біла тура · h3 білий пішак · a2 білий пішак · b2 білий пішак · f2 білий пішак · g2 білий пішак · d1 біла тура · g1 білий король | c8 чорна тура · b7 чорний пішак · f7 чорний король · g7 білий слон · a6 чорний пішак · c6 чорний ферзь · d6 чорний слон · g6 білий ферзь · f5 чорна тура · c4 чорний пішак · g3 біла тура · h3 білий пішак · a2 білий пішак · b2 білий пішак · f2 білий пішак · g2 білий пішак · d1 біла тура · g1 білий король | c8 чорна тура · b7 чорний пішак · f7 чорний король · g7 білий слон · a6 чорний пішак · c6 чорний ферзь · d6 чорний слон · g6 білий ферзь · f5 чорна тура · c4 чорний пішак · g3 біла тура · h3 білий пішак · a2 білий пішак · b2 білий пішак · f2 білий пішак · g2 білий пішак · d1 біла тура · g1 білий король | c8 чорна тура · b7 чорний пішак · f7 чорний король · g7 білий слон · a6 чорний пішак · c6 чорний ферзь · d6 чорний слон · g6 білий ферзь · f5 чорна тура · c4 чорний пішак · g3 біла тура · h3 білий пішак · a2 білий пішак · b2 білий пішак · f2 білий пішак · g2 білий пішак · d1 біла тура · g1 білий король | c8 чорна тура · b7 чорний пішак · f7 чорний король · g7 білий слон · a6 чорний пішак · c6 чорний ферзь · d6 чорний слон · g6 білий ферзь · f5 чорна тура · c4 чорний пішак · g3 біла тура · h3 білий пішак · a2 білий пішак · b2 білий пішак · f2 білий пішак · g2 білий пішак · d1 біла тура · g1 білий король | c8 чорна тура · b7 чорний пішак · f7 чорний король · g7 білий слон · a6 чорний пішак · c6 чорний ферзь · d6 чорний слон · g6 білий ферзь · f5 чорна тура · c4 чорний пішак · g3 біла тура · h3 білий пішак · a2 білий пішак · b2 білий пішак · f2 білий пішак · g2 білий пішак · d1 біла тура · g1 білий король | c8 чорна тура · b7 чорний пішак · f7 чорний король · g7 білий слон · a6 чорний пішак · c6 чорний ферзь · d6 чорний слон · g6 білий ферзь · f5 чорна тура · c4 чорний пішак · g3 біла тура · h3 білий пішак · a2 білий пішак · b2 білий пішак · f2 білий пішак · g2 білий пішак · d1 біла тура · g1 білий король | 1 |
|   | a | b | c | d | e | f | g | h |   |

| 1 тур 29.05.1964  | 1 тур 29.05.1964 | 1 тур 29.05.1964 | 1 тур 29.05.1964 | 1 тур 29.05.1964 |
| ----------------- | ---------------- | ---------------- | ---------------- | ---------------- |
| Цірцене           | 0                | ½:½              | 0                | Якір             |
| Люблінська        | 0                | ½:½              | 0                | Тарасова         |
| Чайка             | 0                | ½:½              | 0                | Ідельчик         |
| Уманська          | 0                | 0:1              | 0                | Коштенко         |
| Вапнична          | 0                | 1:0              | 0                | Співак           |
| Андреєва          | 0                | 1:0              | 0                | Бенько           |
| Воротилова        | 0                | 1:0              | 0                | Подобєда         |
| Крюкова           | 0                | ½:½              | 0                | Школьник         |
| 4 тур 02.06.1964  |                  |                  |                  |                  |
| Якір              | 2                | 1:0              | ½                | Подобєда         |
| Бенько            | 1½               | 1:0              | 1½               | Школьник         |
| Співак            | 0                | 0:1              | 1½               | Крюкова          |
| Коштенко          | 1                | 1:0              | 2                | Воротилова       |
| Ідельчик          | 1                | ½:½              | 3                | Андреєва         |
| Тарасова          | 1                | 0:1              | 3                | Вапнична         |
| Цірцене           | 2½               | ½:½              | 1½               | Уманська         |
| Люблінська        | 1                | ½:½              | 1                | Чайка            |
| 7 тур 06.06.1964  |                  |                  |                  |                  |
| Уманська          | 2½               | ½:½              | 3½               | Якір             |
| Вапнична          | 5                | 0:1              | 3                | Чайка            |
| Андреєва          | 4½               | 1:0              | 2                | Люблінська       |
| Воротилова        | 2½               | 0:1              | 4½               | Цірцене          |
| Крюкова           | 4½               | ½:½              | 2                | Тарасова         |
| Школьник          | 2½               | 0:1              | 2½               | Ідельчик         |
| Подобєда          | 1                | 0:1              | 2½               | Коштенко         |
| Бенько            | 4½               | 1:0              | 1                | Співак           |
| 10 тур 11.06.1964 |                  |                  |                  |                  |
| Якір              | 5                | 1:0              | 3½               | Коштенко         |
| Ідельчик          | 5½               | ½:½              | 2                | Співак           |
| Тарасова          | 4                | ½:½              | 6½               | Бенько           |
| Цірцене           | 6½               | 1:0              | 1                | Подобєда         |
| Люблінська        | 3                | ½:½              | 4                | Школьник         |
| Чайка             | 4½               | ½:½              | 6                | Крюкова          |
| Уманська          | 3½               | 1:0              | 3                | Воротилова       |
| Вапнична          | 7                | 1:0              | 7                | Андреєва         |
| 13 тур 15.06.1964 |                  |                  |                  |                  |
| Воротилова        | 3                | ½:½              | 7½               | Якір             |
| Крюкова           | 8                | ½:½              | 8                | Андреєва         |
| Школьник          | 5½               | ½:½              | 9                | Вапнична         |
| Подобєда          | 2                | 0:1              | 5½               | Уманська         |
| Бенько            | 8½               | 1:0              | 6½               | Чайка            |
| Співак            | 3½               | ½:½              | 4                | Люблінська       |
| Коштенко          | 4                | 0:1              | 8                | Цірцене          |
| Ідельчик          | 7                | 1:0              | 6                | Тарасова         |

| 2 тур 30.05.1964  | 2 тур 30.05.1964 | 2 тур 30.05.1964 | 2 тур 30.05.1964 | 2 тур 30.05.1964 |
| ----------------- | ---------------- | ---------------- | ---------------- | ---------------- |
| Якір              | ½                | 1:0              | ½                | Школьник         |
| Подобєда          | 0                | ½:½              | ½                | Крюкова          |
| Бенько            | 0                | 1:0              | 1                | Воротилова       |
| Співак            | 0                | 0:1              | 1                | Андреєва         |
| Коштенко          | 1                | 0:1              | 1                | Вапнична         |
| Ідельчик          | ½                | ½:½              | 0                | Уманська         |
| Тарасова          | ½                | ½:½              | ½                | Чайка            |
| Цірцене           | ½                | 1:0              | ½                | Люблінська       |
| 5 тур 03.06.1964  |                  |                  |                  |                  |
| Чайка             | 1½               | ½:½              | 3                | Якір             |
| Уманська          | 2                | ½:½              | 1½               | Люблінська       |
| Вапнична          | 4                | 0:1              | 3                | Цірцене          |
| Андреєва          | 3½               | ½:½              | 1                | Тарасова         |
| Воротилова        | 2                | 0:1              | 1½               | Ідельчик         |
| Крюкова           | 2½               | 1:0              | 2                | Коштенко         |
| Школьник          | 1½               | ½:½              | 0                | Співак           |
| Подобєда          | ½                | 0:1              | 2½               | Бенько           |
| 8 тур 07.06.1964  |                  |                  |                  |                  |
| Якір              | 4                | 1:0              | 1                | Співак           |
| Коштенко          | 3½               | 0:1              | 5½               | Бенько           |
| Ідельчик          | 3½               | 1:0              | 1                | Подобєда         |
| Тарасова          | 2½               | ½:½              | 2½               | Школьник         |
| Цірцене           | 5½               | 1:0              | 5                | Крюкова          |
| Люблінська        | 2                | 1:0              | 2½               | Воротилова       |
| Чайка             | 4                | 0:1              | 5½               | Андреєва         |
| Уманська          | 3                | 0:1              | 5                | Вапнична         |
| 11 тур 12.06.1964 |                  |                  |                  |                  |
| Андреєва          | 7                | 0:1              | 6                | Якір             |
| Воротилова        | 3                | 0:1              | 8                | Вапнична         |
| Крюкова           | 6½               | ½:½              | 4½               | Уманська         |
| Школьник          | 4½               | ½:½              | 5                | Чайка            |
| Подобєда          | 1                | 1:0              | 3½               | Люблінська       |
| Бенько            | 7                | 1:0              | 7½               | Цірцене          |
| Співак            | 2½               | ½:½              | 4½               | Тарасова         |
| Коштенко          | 3½               | ½:½              | 6                | Ідельчик         |
| 14 тур 16.06.1964 |                  |                  |                  |                  |
| Якір              | 8                | 1:0              | 6                | Тарасова         |
| Цірцене           | 9                | 0:1              | 8                | Ідельчик         |
| Люблінська        | 4½               | 1:0              | 4                | Коштенко         |
| Чайка             | 6½               | 0:1              | 4                | Співак           |
| Уманська          | 6½               | 0:1              | 9½               | Бенько           |
| Вапнична          | 9½               | 1:0              | 2                | Подобєда         |
| Андреєва          | 8½               | 1:0              | 6                | Школьник         |
| Воротилова        | 3½               | 0:1              | 8½               | Крюкова          |

| 3 тур 31.05.1964  | 3 тур 31.05.1964 | 3 тур 31.05.1964 | 3 тур 31.05.1964 | 3 тур 31.05.1964 |
| ----------------- | ---------------- | ---------------- | ---------------- | ---------------- |
| Люблінська        | ½                | ½:½              | 1½               | Якір             |
| Чайка             | 1                | 0:1              | 1½               | Цірцене          |
| Уманська          | ½                | 1:0              | 1                | Тарасова         |
| Вапнична          | 2                | 1:0              | 1                | Ідельчик         |
| Андреєва          | 2                | 1:0              | 1                | Коштенко         |
| Воротилова        | 1                | 1:0              | 0                | Співак           |
| Крюкова           | 1                | ½:½              | 1                | Бенько           |
| Школьник          | ½                | 1:0              | ½                | Подобєда         |
| 6 тур 04.06.1964  |                  |                  |                  |                  |
| Якір              | 3½               | 0:1              | 3½               | Бенько           |
| Співак            | ½                | ½:½              | ½                | Подобєда         |
| Коштенко          | 2                | ½:½              | 2                | Школьник         |
| Ідельчик          | 2½               | 0:1              | 3½               | Крюкова          |
| Тарасова          | 1½               | ½:½              | 2                | Воротилова       |
| Цірцене           | 4                | ½:½              | 4                | Андреєва         |
| Люблінська        | 2                | 0:1              | 4                | Вапнична         |
| Чайка             | 2                | 1:0              | 2½               | Уманська         |
| 9 тур 08.06.1964  |                  |                  |                  |                  |
| Вапнична          | 6                | 1:0              | 5                | Якір             |
| Андреєва          | 6½               | ½:½              | 3                | Уманська         |
| Воротилова        | 2½               | ½:½              | 4                | Чайка            |
| Крюкова           | 5                | 1:0              | 3                | Люблінська       |
| Школьник          | 3                | 1:0              | 6½               | Цірцене          |
| Подобєда          | 1                | 0:1              | 3                | Тарасова         |
| Бенько            | 6½               | 0:1              | 4½               | Ідельчик         |
| Співак            | 1                | 1:0              | 3½               | Коштенко         |
| 12 тур 13.06.1964 |                  |                  |                  |                  |
| Якір              | 7                | ½:½              | 6½               | Ідельчик         |
| Тарасова          | 5                | 1:0              | 4                | Коштенко         |
| Цірцене           | 7½               | ½:½              | 3                | Співак           |
| Люблінська        | 3½               | ½:½              | 8                | Бенько           |
| Чайка             | 5½               | 1:0              | 2                | Подобєда         |
| Уманська          | 5                | ½:½              | 5                | Школьник         |
| Вапнична          | 9                | 0:1              | 7                | Крюкова          |
| Андреєва          | 7                | 1:0              | 3                | Воротилова       |
| 15 тур 18.06.1964 |                  |                  |                  |                  |
| Крюкова           | 9½               | ½:½              | 9                | Якір             |
| Школьник          | 6                | 1:0              | 3½               | Воротилова       |
| Подобєда          | 2                | 0:1              | 9½               | Андреєва         |
| Бенько            | 10½              | ½:½              | 10½              | Вапнична         |
| Співак            | 5                | ½:½              | 6½               | Уманська         |
| Коштенко          | 4                | 1:0              | 6½               | Чайка            |
| Ідельчик          | 9                | 0:1              | 5½               | Люблінська       |
| Тарасова          | 6                | ½:½              | 9                | Цірцене          |

## Турнірна таблиця
| №  | Учасник                   | Місто            | Звання | 1 | 2 | 3 | 4 | 5 | 6 | 7 | 8 | 9 | 10 | 11 | 12 | 13 | 14 | 15 | 16 |  | +  | −  | = | Очки | Місце   |
| -- | ------------------------- | ---------------- | ------ | - | - | - | - | - | - | - | - | - | -- | -- | -- | -- | -- | -- | -- |  | -- | -- | - | ---- | ------- |
| 1  | Раїса Вапнична            | Чернівці         | 1      |   | ½ | 1 | 0 | 1 | 0 | 1 | 1 | ½ | 1  | 1  | 0  | 1  | 1  | 1  | 1  |  | 10 | 3  | 2 | 11   | Gold    |
| 2  | Ірина Бенько              | Івано-Франківськ | 1      | ½ |   | 0 | ½ | 1 | 1 | 0 | 1 | 1 | ½  | ½  | 1  | 1  | 1  | 1  | 1  |  | 9  | 2  | 4 | 11   | Silver  |
| 3  | Ольга Андреєва            | Харків           | 1      | 0 | 1 |   | ½ | 0 | ½ | ½ | ½ | 1 | 1  | ½  | 1  | 1  | 1  | 1  | 1  |  | 8  | 2  | 5 | 10½  | Bronze  |
| 4  | Тетяна Крюкова (Махиня)   | Київ             | 1      | 1 | ½ | ½ |   | ½ | 0 | 1 | ½ | ½ | 1  | ½  | ½  | 1  | 1  | 1  | ½  |  | 6  | 1  | 8 | 10   | 4       |
| 5  | Любов Якір (Коган)        | Київ             | мс     | 0 | 0 | 1 | ½ |   | ½ | ½ | ½ | 1 | ½  | 1  | ½  | 1  | 1  | ½  | 1  |  | 6  | 2  | 7 | 9½   | 5 — 6   |
| 6  | Айя Цірцене               | Алушта           | 1      | 1 | 0 | ½ | 1 | ½ |   | 0 | ½ | 0 | 1  | ½  | 1  | ½  | 1  | 1  | 1  |  | 7  | 3  | 5 | 9½   | 5 — 6   |
| 7  | Любов Ідельчик            | Харків           | 1      | 0 | 1 | ½ | 0 | ½ | 1 |   | ½ | 1 | 0  | 1  | ½  | ½  | ½  | 1  | 1  |  | 6  | 3  | 6 | 9    | 7       |
| 8  | Галина Уманська           | Донецьк          | 1      | 0 | 0 | ½ | ½ | ½ | ½ | ½ |   | ½ | ½  | 1  | 0  | ½  | 0  | 1  | 1  |  | 3  | 4  | 8 | 7    | 8 — 9   |
| 9  | Галина Школьник           | Київ             | 1      | ½ | 0 | 0 | ½ | 0 | 1 | 0 | ½ |   | ½  | ½  | ½  | ½  | ½  | 1  | 1  |  | 3  | 4  | 8 | 7    | 8 — 9   |
| 10 | Людмила Люблінська        | Київ             | 1      | 0 | ½ | 0 | 0 | ½ | 0 | 1 | ½ | ½ |    | ½  | ½  | ½  | 1  | 1  | 0  |  | 3  | 5  | 7 | 6½   | 10 — 12 |
| 11 | Жанна Тарасова (Корецька) | Суми             | 1      | 0 | ½ | ½ | ½ | 0 | ½ | 0 | 0 | ½ | ½  |    | ½  | ½  | 1  | ½  | 1  |  | 2  | 4  | 9 | 6½   | 10 — 12 |
| 12 | Лідія Чайка (Муленко)     | Запоріжжя        | 1      | 1 | 0 | 0 | ½ | ½ | 0 | ½ | 1 | ½ | ½  | ½  |    | 0  | 0  | ½  | 1  |  | 3  | 5  | 7 | 6½   | 10 — 12 |
| 13 | Ірина Співак              | Київ             | 1      | 0 | 0 | 0 | 0 | 0 | ½ | ½ | ½ | ½ | ½  | ½  | 1  |    | 1  | 0  | ½  |  | 2  | 6  | 7 | 5½   | 13      |
| 14 | Валентина Коштенко        | Хмельницький     | 1      | 0 | 0 | 0 | 0 | 0 | 0 | ½ | 1 | ½ | 0  | 0  | 1  | 0  |    | 1  | 1  |  | 4  | 9  | 2 | 5    | 14      |
| 15 | Надія Воротилова          | Харків           | 1      | 0 | 0 | 0 | 0 | ½ | 0 | 0 | 0 | 0 | 0  | ½  | ½  | 1  | 0  |    | 1  |  | 2  | 10 | 3 | 3½   | 15      |
| 16 | Лілія Подобєда            | Харків           | 1      | 0 | 0 | 0 | ½ | 0 | 0 | 0 | 0 | 0 | 1  | 0  | 0  | ½  | 0  | 0  |    |  | 1  | 12 | 2 | 2    | 16      |

| Легенда таблиці | Легенда таблиці        | Легенда таблиці | Легенда таблиці         | Легенда таблиці | Легенда таблиці | Легенда таблиці | Легенда таблиці | Легенда таблиці | Легенда таблиці |
| --------------- | ---------------------- | --------------- | ----------------------- | --------------- | --------------- | --------------- | --------------- | --------------- | --------------- |
|                 | Партія білими фігурами |                 | Партія чорними фігурами | 1               | перемога        | ½               | нічия           | 0               | поразка         |

## Матч за 1 місце
Матч з 4-х партій за звання чемпіонки України 1964 року серед жінок між Іриною Бенько та Раїсою Вапничною проходив у Івано-Франківську в приміщенні Гарнізонного будинку офіцерів. Головний суддя матчу — Г. В. Бурнашов (суддя першої категорії).
Першу партію на 30 ході виграла Раїса Вапнична. Друга, яка тривала 36 ходів, завершилася знову на користь Вапничної. Дуже напружено проходила третя партія, лише в день догравання на 63-му ходу суперниці погодилися на нічию.
Таким чином достроково звання чемпіонки УРСР завоювала 17-річна Раїса Вапнична (Чернівці).
|                                 | Гра 1 | Гра 2 | Гра 3 | Гра 4 | Перемоги | Очки |
| ------------------------------- | ----- | ----- | ----- | ----- | -------- | ---- |
| Раїса Вапнична (Чернівці)       | 1     | 1     | ½     | -     | 2        | 2½   |
| Ірина Бенько (Івано-Франківськ) | 0     | 0     | ½     | -     | 0        | ½    |